# Partula variabilis
Partula variabilis foi uma espécie de gastrópodes da família Partulidae.
Foi endémica da Polinésia Francesa.